# Port lotniczy Stenkowec Brazda
Port lotniczy Stenkowec Brazda – port lotniczy położony w miejscowości Brazda, 9 kilometrów na północ od Skopja, w Macedonii Północnej. Obsługuje połączenia krajowe.